# Trini Lopez at PJ's
| Recensione              | Giudizio |
| ----------------------- | -------- |
| AllMusic                |          |
| Dizionario del Pop-Rock |          |

Trini Lopez at PJ's è il primo album solistico del cantante e chitarrista statunitense Trini Lopez, pubblicato dalla Reprise Records nel giugno del 1963.

## Tracce
LP (1963, Reprise Records R/R9 6093)
Lato A
1. A-me-ri-ca – 3:48 (testo: Stephen Sondheim – musica: Leonard Bernstein)
2. If I Had a Hammer – 3:02 (testo: Lee Hays – musica: Pete Seeger)
3. Bye Bye Blackbird – 2:21 (testo: Mort Dixon – musica: Ray Henderson)
4. Cielito lindo – 2:05 (Quirino Mendoza y Cortés)
5. This Land Is Your Land – 3:47 (Woody Guthrie)
6. What'd I Say – 3:10 (Ray Charles)

Lato B
1. La Bamba – 4:37 (Tradizionale arr. Trini Lopez)
2. Granada – 3:15 (Agustín Lara)
3. Medley – 6:38
4. Unchain My Heart – 2:59 (Agnes Jones (Bobby Sharp), Freddy James (Teddy Powell))

- Durata brani ricavati dall'album pubblicato nel 1963 nei Paesi Bassi (MGRR 9429)

## Formazione
- Trini Lopez – voce, chitarra
- Dick Brant – basso
- Mickey Jones – batteria

### Produzione
- Don Costa – produzione
- Registrazioni effettuate dal vivo al P.J.'s di Hollywood, California
- "Marko" – foto copertina album
- Mike Connolly – note retrocopertina album originale[5]

## Successo commerciale
Album
| Anno | Classifica      | Posizione massima |
| ---- | --------------- | ----------------- |
| 1963 | Billboard 200   | 2                 |
| 1963 | UK Albums Chart | 7                 |

Singoli
| Anno | Titolo del brano  | Classifica            | Posizione massima |
| ---- | ----------------- | --------------------- | ----------------- |
| 1963 | If I Had a Hammer | Billboard Hot 100     | 3                 |
| 1963 | If I Had a Hammer | Hot R&B/Hip-Hop Songs | 12                |
| 1963 | If I Had a Hammer | UK Singles Charts     | 4                 |